# Arménie occidentale

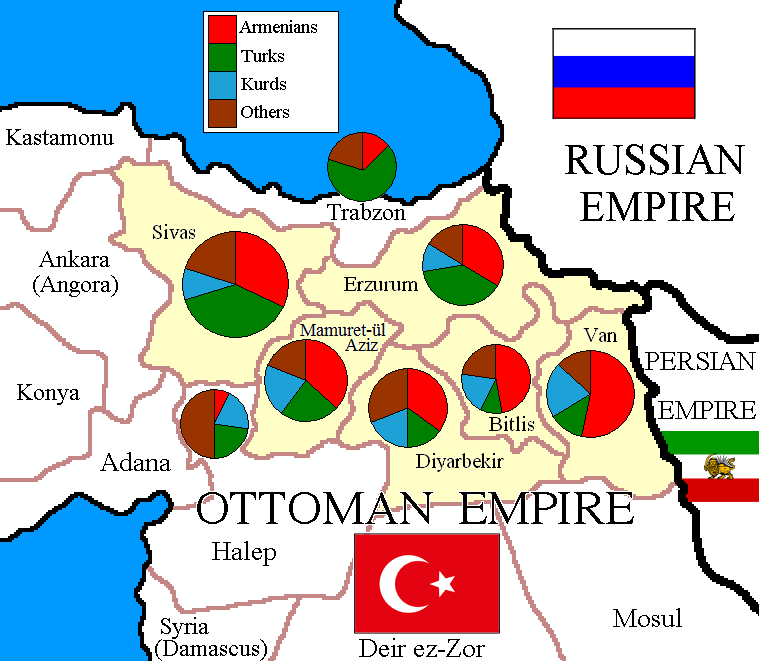
Carte des six vilayets d'Arménie occidentale et répartition ethnique, en 1912.
Arméniens
Kurdes
Turcs
Autres

L’Arménie occidentale (en arménien Արեւմտեան Հայաստան, Arevmdyan Hayasdan) est historiquement le nom donné à la portion de l'Arménie intégrée à l'Empire ottoman, correspondant approximativement aux six vilayets (vilâyat-ı sitte) à l'est de l'empire, c’est-à-dire les vilayets (provinces) d'Erzurum, de Van, de Bitlis, de Diyarbakır, de Mamouret-ul-Aziz et de Sivas. « Arménie occidentale » se réfère aujourd'hui à cet espace géographique incorporé à la Turquie, situé sur le haut-plateau arménien, que cette dernière nomme Anatolie orientale.

## Histoire

### Période byzantine
Le terme d'Arménie occidentale apparaît autour de 387, avec le partage de la Grande Arménie en une partie occidentale, sous l'influence de l'Empire byzantin, et la partie orientale, sous celle de l'Empire sassanide. Les habitants sont alors principalement chrétiens, dont certains basculent dans l'hérésie, à l'instar des Thondrakiens.

### Domination ottomane

Langues parlées en Anatolie en 1910 : l'arménien en jaune.

Le 29 décembre 1917 (11 janvier 1918), la Russie reconnaît par décret, le droit à l'autodétermination des Arméniens de l'Arménie turque jusqu'à leur indépendance.

### Après la Première Guerre mondiale
À la suite de la Première Guerre mondiale et du démembrement de l'Empire ottoman, la République arménienne du Caucase, autoproclamée indépendante depuis le 28 mai 1918 après avoir signé le traité de Batoum le 4 juin suivant avec les forces kémalistes, se joint à la Délégation nationale arménienne avec sa propre délégation pour prendre la décision politique de présenter communément leurs revendications à la Conférence de la paix de Paris (1919).
Entre le 24 février et le 22 avril 1919 a lieu un Congrès national arménien composé de délégués représentant les Arméniens de Turquie, ainsi que ceux réfugiés au Caucase, en Perse, en Mésopotamie, en Syrie, en Égypte, en Europe et aux États-Unis. Convoqué par la Délégation nationale arménienne, il élabore un programme de revendications arméniennes et élit une nouvelle Délégation nationale.

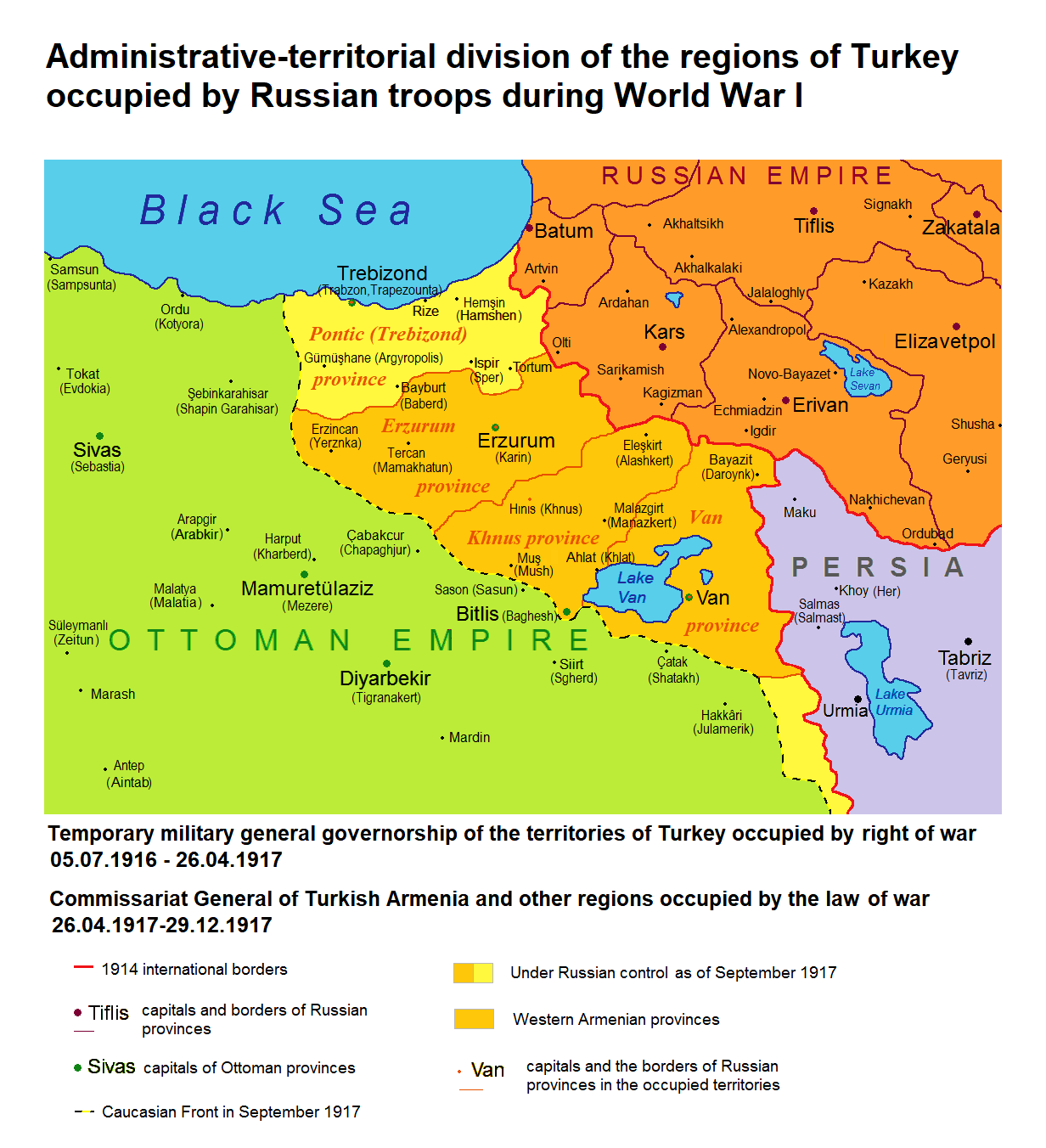
Division administrative-territoriale de l'Arménie occidentale, occupée par les troupes russes en 1915-1917.

Ces revendications présentées à la Conférence de Versailles aboutissent à la reconnaissance de facto d'une Arménie indépendante le 19 janvier 1920 et de son gouvernement, puis à la signature du traité de Sèvres le 10 août 1920 par les Puissances alliées et associées ainsi que les États-Unis reconnaissant de jure l’État arménien. Le traité est également signé par le grand vizir Damat Ferid Pacha au nom du sultan Mehmed VI malgré l'opposition des nationalistes turcs de Kemal Pacha. Le traité de Sèvres, une fois ratifié, a pour conséquences l'adoption d'une sentence arbitrale proposées par Woodrow Wilson ; en vertu de cette sentence, les frontières arméniennes incorporent une partie des vilayets d'Erzurum, de Van, de Bitlis et de Trabzon à l’État d'Arménie, sur le territoire de l'Arménie occidentale. La non-ratification du traité de Sèvres, notamment par la France qui s'y était engagée par décret, n'est pas opposable à l'Arménie occidentale, dans la mesure où sur la base du traité de Sèvres et de son application, la Société des Nations octroie à la France un mandat sur la Syrie et le Liban pour conduire progressivement ces nouveaux États à l'indépendance ; la Grande-Bretagne reçoit quant à elle un mandat sur les nouveaux États de Palestine, Transjordanie et Irak. L'Arabie (Hedjaz) devient indépendante.

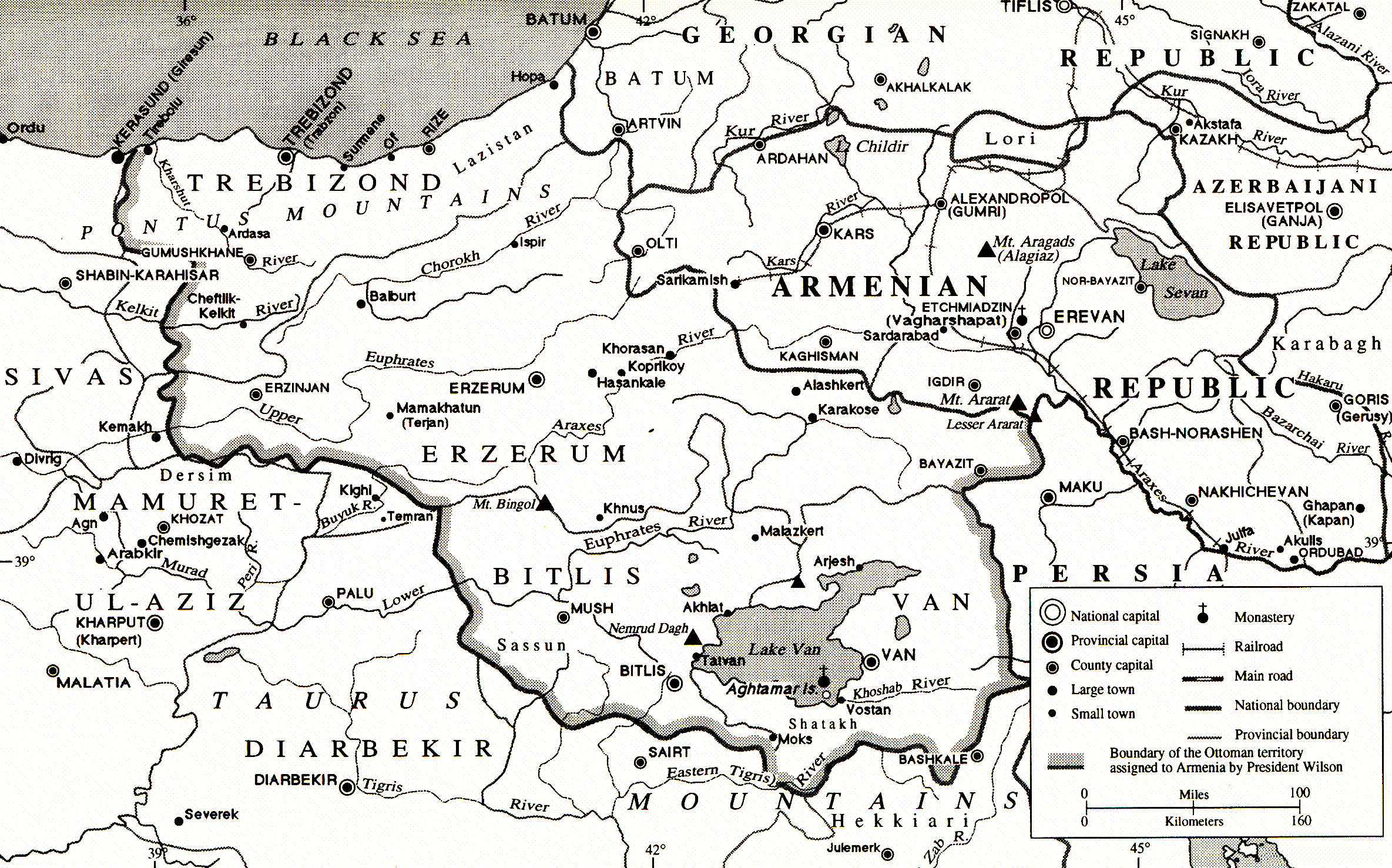
L'Arménie occidentale selon la sentence arbitrale de Woodrow Wilson en vertu du traité de Sèvres.

Les bolcheviks prennent le pouvoir dans la République arménienne du Caucase fin novembre 1920, alors qu'une guerre entre la Turquie et l'Arménie orientale survient, que les Arméniens perdent. Entre-temps, l'article 89 du traité de Sèvres est confirmé par la sentence arbitrale du président des États-Unis Woodrow Wilson, le 22 novembre 1920. La signature, le 16 mars 1921, du traité de Moscou entre la Russie bolchévique et les Kémalistes et le traité de Kars, signé le 13 octobre de la même année entre la Turquie et la République socialiste soviétique d'Arménie (entre autres) : ces traités ainsi que le traité de Lausanne ne concernent pas l’État arménien d'Arménie occidentale. Depuis, l'Arménie occidentale reste occupée par la Turquie. Néanmoins, les engagements pris par la Turquie au moment de la signature du traité de Sèvres sont confirmés par l'article 25 du traité de Lausanne signé le 24 juillet 1923 entre la Turquie et une partie des vainqueurs de la Première Guerre mondiale,.
Toutefois, il est important de préciser pour éviter toute confusion que le droit international public décide que lorsqu’un traité collectif est abrogé et remplacé par un autre, ce dernier ne sera pas opposable à l’État signataire du premier qui n’aura pas été partie au second. Pour cet État, le premier traité continue à avoir effet. En conséquence, l’État arménien d'Arménie occidentale, signataire du traité de Sèvres, mais écartée du traité de Lausanne, peut légitimement demander l’application des dispositions du traité de Sèvres où l'appliquer lui-même selon les dispositions en vigueur.

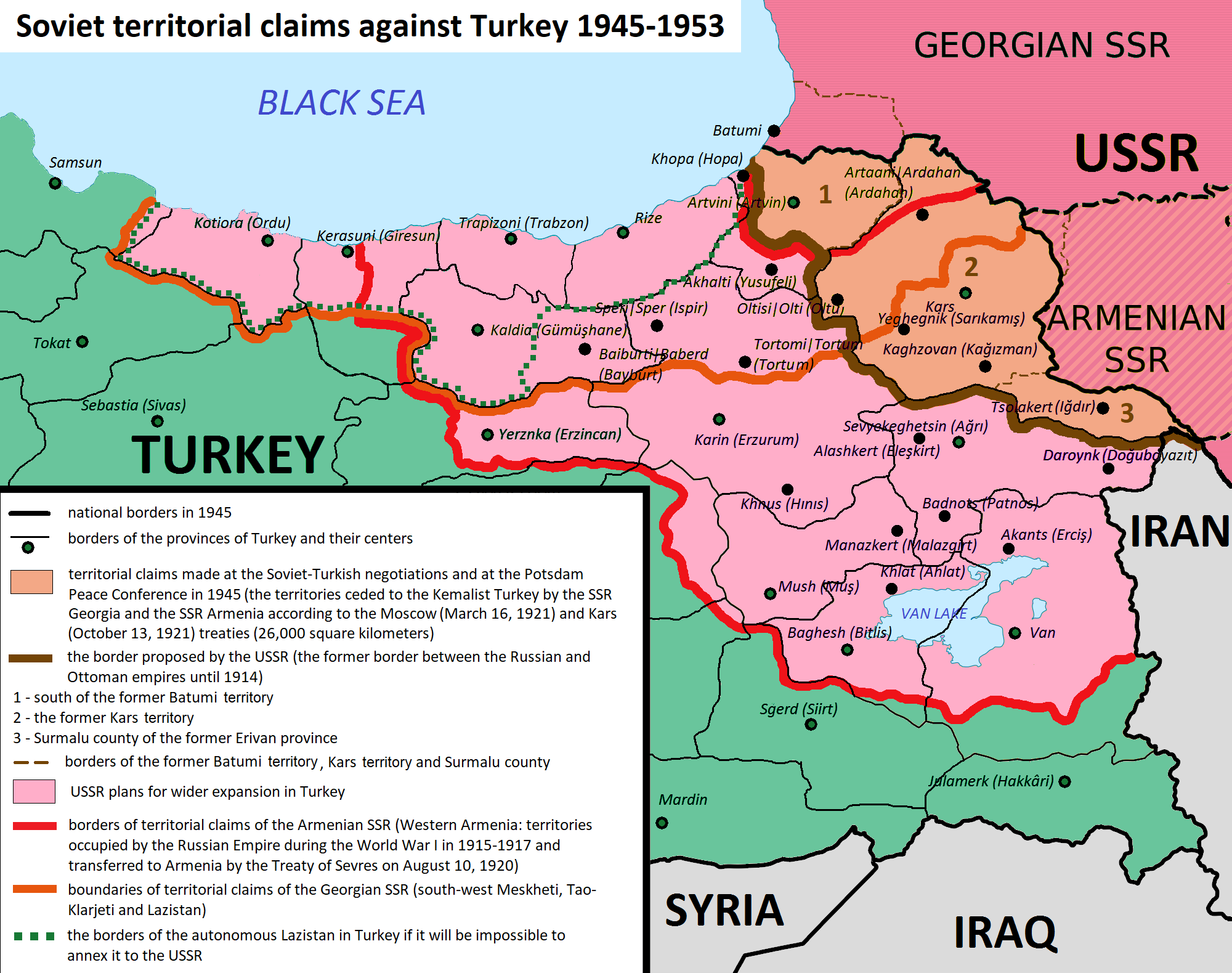

## Situation politique actuelle
Certaines organisations arméniennes considèrent que l'Arménie occidentale fait légitimement partie de l’État d'Arménie reconnu de facto le 19 janvier 1920 et de jure le 11 mai 1920 par les Puissances Alliées. L'Empire ottoman signe le traité de Sèvres le 10 août 1920, dans lequel il est mentionné au sein de l'article 88 qu'il déclare reconnaître l'indépendance et la souveraineté de l'Arménie sur le territoire de l'Arménie occidentale comme l'ont déjà fait les puissances alliées. C'est une erreur intentionnelle de dire que ce traité a été remplacé par le traité de Lausanne.
Un Conseil national des Arméniens d'Arménie occidentale s'est ainsi constitué le 17 décembre 2004 pour faire valoir et appliquer les droits à l'autodétermination des Arméniens d'Arménie occidentale sous l'impulsion d'Arménag Aprahamian, qui en est élu président.

## Langue
Le dialecte occidental de la langue arménienne est utilisé principalement au Moyen-Orient, sauf en Iran, et dans la diaspora arménienne. Dans la diaspora, les écoles arméniennes enseignent le dialecte occidental au lieu du dialecte oriental, qui est la langue officielle de la République arménienne.